# Jerónimo Pérez
Jerónimo Pérez (Tudela, Navarra, España, 1545) fue uno de los vecinos fundadores y encomenderos durante la segunda fundación de Buenos Aires.

## Biografía
Fue poblador de Santa Cruz de la Sierra en 1561. Asistió a las fundaciones de Guayrá. Acompañó al teniente de gobernador Ortiz de Vergara al Perú en 1564, y regresó con el obispo de la Torre, y Felipe de Cáceres en 1568.
Fue testigo de la información de Juan Salazar en las Palmas en 1580.
Fue un vecino fundador de Buenos Aires con la expedición de Don Juan de Garay. El 11 de junio de 1580 recibió de Garay la "Suerte 8" (350 varas) de terreno en la Ciudad. Recibió además una estancia en el Valle de Santana (hoy Magdalena), y una chacra en el pago del Gran Paraná.
Recibió el 28 de marzo de 1582 la encomienda del cacique Secti, de nación Secti, “con todos los indios sujetos al mismo”.
El 27 y 28 de mayo de 1588 fue regidor del cabildo y en ese carácter firmó dos cartas al rey, con motivo de la partida a la metrópoli del adelantado Juan Torres de Vera y Aragón y de Diego Gallo de Ocampo. Fue elegido nuevamente regidor para el período 1590-1, y también en 1591.
El 24 de junio de 1590 recibió el cargo de Fiel Ejecutor.
En junio de 1590 fue uno de los regidores que se hallaban en reunión cuando Juan Domínguez Palermo recibió el cargo de mero ejecutor.
El 9 de julio de 1590 Jerónimo y los demás cabildantes decidieron acerca de la regulación en la construcción de edificios en la ciudad.
El 30 de julio de 1590 estuvo presente cuando Garci Hernández Coronel fue encarcelado.
También fue parte del cabildo del 18 de agosto de 1590 cuando Juan de Garay “el mozo” renunció a su cargo de cuidador de las vacas.
El 4 de febrero de 1591 estaba en Santa Fe, donde recibió el título de “lengua mayor”, al parecer de más renombre que la condición de regidor. Al testar en Buenos Aires (Propiamente, en la ciudad de la Trinidad), ante Francisco Pérez de Burgos, por todo dato personal afirmó su condición de “poblador y conquistador y descubridor de esta ciudad”. En el acta del Cabildo de la Ciudad de Santa Fe del 8 de febrero de 1595, en que Jerónimo Pérez, residente en Santa Fe y vecino de Buenos Aires, presentó título de "lengua mayor", asumiendo a posteriori el cargo. El nombramiento de esta persona como "lengua mayor" en el Cabildo de Santa Fe dice entre otras cosas: "El capitán Luis de Abreu de Albornoz teniente de Gdor. y justicia mayor de esta ciudad y su jurisdicción... por cuanto no hay persona en esta ciudad que posea el oficio de lengua de los naturales en los pleitos que entre presentes se trata y conviene, para que se sepa a quién han de acudir cuando haya los tales pleitos y ser presentados en el tribunal de su medio como en los de los alcaldes... y estando en esta ciudad Jerónimo Pérez, residente en ella y vecino de la de Buenos Ayres, buen cristiano, temeroso de Dios Nuestro Señor y de su conciencia, y entiende bien la lengua de los naturales guaraníes y usará bien y fielmente el dicho oficio, y no hará cosa en contrario, pues es hombre de buena vida, honra y fama, y se le puede encargar del tal oficio... Yo, en nombre de su Magestad y del dicho señor gobernador, le nombro, elijo y señalo para ´lengua mayor´ de esta ciudad...".
El 6 de mayo de 1602 prestó declaración en Santa Fe y expresó haber sido intérprete de los indios en numerosas ocasiones.
Apareció anotado en la lista de harinas, con mercedes de exportación.
Falleció bajo disposición testamentaria el 5 de junio de 1605 ante el escribano Francisco Pérez de Burgos.
Tuvo entre sus bienes: estancia río abajo, linderas con la de Basualdo, que debía entregar a su hija. Otra en el río Las Conchas, legada la mitad a Sebastián Ramos y ciento cincuenta varas a un indio Alonso. Dos cuadras y dos cuerdas de tierra, y media cuadra “que me dio el fundador” legada a sus nietos. En Santa Fe cobraba dos pesos diarios cuando actuaba de lengua, debiéndose sesenta pesos en este carácter.

## Matrimonio y descendencia
Se casó con Juana Méndez (1550).
Tuvieron al menos una hija, Isabel Pérez (1575), quien fue tatarabuela de Magdalena Martín Lozano de Saravia (1665) casada con Diego de Melo Cabral (1665).